# Mirosław Gliński
Mirosław Gliński (ur. 6 października 1941 w Wilnie, zm. 2 stycznia 2020 w Gdańsku) – polski historyk i muzealnik, kustosz i dyrektor Muzeum Gdańska (1976-1988) i Muzeum Stutthof (1972-1976), współautor Kroniki Gdańska i Encyklopedii Gdańskiej.

## Życiorys
Od 1946 mieszkaniec Gdańska, w którym ukończył VIII Liceum Ogólnokształcące. W latach 1959–1964 studiował historię na toruńskim Uniwersytecie Mikołaja Kopernika. Po studiach pracował w Wojewódzkiej i Miejskiej Bibliotece Publicznej w Gdańsku, po czym rozpoczął pracę jako asystent, adiunkt muzealny i kustosz w Muzeum Stutthof w Sztutowie. W 1967 został kierownikiem Działu Naukowo-Badawczego, a od 1 września 1972 do 10 września 1976 był dyrektorem muzeum. Stworzył centrum dokumentacyjne byłego KL Stutthof, gromadząc ponad 300 tysięcy dokumentów odnalezionych w polskich instytucjach, razem z zespołem opracował kartotekę byłych więźniów.
Od 11 września 1976 do 30 czerwca 1988 był dyrektorem Muzeum Historii Miasta Gdańska, po czym do 2009 pracował w nim jako starszy kustosz i kurator, kierując Wartownią nr 1 na Westerplatte, a także Działem Historii muzeum.
Wraz z dr. Jerzym Kuklińskim był współautorem dwutomowej Kroniki Gdańska od 2009 r. Autor kilkuset haseł (głównie osobowych) w Encyklopedii Gdańska.
Autor prac dotyczących dziejów KL Stutthof i dziejów Gdańska w XIX i XX wieku:
- Organizacja obozu koncentracyjnego Stutthof (1 września 1939 – 9 maja 1945) (1979)
- Załoga obozu koncentracyjnego Stutthof (1 września 1939 – 9 maja 1945) (1984–1987)
- Ludzie dziewiętnastowiecznego Gdańska. Informator biograficzny (1994)
- Poczet sołtysów, burmistrzów, nadburmistrzów, przewodniczących Miejskiej Rady Narodowej i prezydentów Gdańska od XIII do XXI wieku (Gdańsk 2015, współautor)
- Z dziennika mego ojca kupca gdańskiego Theodora Behrenda 1789–1851 (redaktor naukowy, Gdańsk 2016).